# Elecciones estatales de Renania-Palatinado de 1971
La elección estatal de Renania-Palatinado en 1971 (Alemania) se celebró el 21 de marzo. El gran ganador fue el primer ministro Helmut Kohl (CDU), que obtuvo la mayoría absoluta y en adelante gobernó en solitario. El FDP, previamente socio de coalición de la CDU, tuvo que pasar a la oposición. El NPD fracasó en sobrepasar nuevamente el 5% de los votos y a partir de ese momento ya no fue representado en el Parlamento. El SPD fue fortalecido en las elecciones.

## Resultados
| Partido | Partido | Votos     | %     | Escaños |
| ------- | ------- | --------- | ----- | ------- |
|         | CDU     | 1.012.847 | 49,98 | 52      |
|         | SPD     | 821.350   | 40,53 | 42      |
|         | FDP     | 120.444   | 5,94  | 6       |
|         | NPD     | 53.882    | 2,66  |         |
|         | DKP     | 17.849    | 0,88  |         |
| Total   | Total   | 2.026.372 |       | 100     |

La distribución original de escaños tras la elección estatal fue la siguiente: 53 escaños para la CDU, 44 para el SPD y 3 para el FDP. Un fallo del Tribunal Constitucional Federal del 11 de octubre de 1972 dictaminó que la ley electoral del estado era parcialmente inconstitucional, por lo que al FDP se le asignaron tres escaños adicionales. En consecuencia, el SPD perdió dos escaños y la CDU uno.